# Función definida positiva
En matemáticas, se dice que una función es definida positiva cuando se trata de una aplicación bimodal relacionada bien con una correspondencia entre los números reales y los complejos a través de una matriz semidefinida positiva, o bien de una función de variable real con una característica local vinculada a sus condiciones de diferenciabilidad. 

## Uso más común
Una función definida positiva de una variable real x es una función compleja con valor {\displaystyle f:\mathbb {R} \to \mathbb {C} } tal que para cualquier número real x1, …, xn la matriz de orden n  × n
{\displaystyle A=\left(a_{ij}\right)_{i,j=1}^{n}~,\quad a_{ij}=f(x_{i}-x_{j})}
es una semidefinida positiva (lo que requiere que A sea hermítica; y por lo tanto, f(−x) es el conjugado de f(x)).
En particular, es necesario (pero no suficiente) que:
{\displaystyle f(0)\geq 0~,\quad |f(x)|\leq f(0)}
(estas desigualdades se deducen de la condición para n = 1, 2).
Una función es semidefinida negativa si se invierte la desigualdad. Una función es definida si la desigualdad débil se reemplaza por una desigualdad fuerte (<, > 0).

### Ejemplos
Si {\displaystyle (X,\langle \cdot ,\cdot \rangle )} es un espacio prehilbertiano real, entonces {\displaystyle g_{y}\colon X\to \mathbb {C} }, {\displaystyle x\mapsto \exp(i\langle y,x\rangle )} es definida positiva para todo {\displaystyle y\in X}: para todo {\displaystyle u\in \mathbb {C} ^{n}} y todo {\displaystyle x_{1},\ldots ,x_{n}} se tiene que
{\displaystyle u^{*}A^{(g_{y})}u=\sum _{j,k=1}^{n}{\overline {u_{k}}}u_{j}e^{i\langle y,x_{k}-x_{j}\rangle }=\sum _{k=1}^{n}{\overline {u_{k}}}e^{i\langle y,x_{k}\rangle }\sum _{j=1}^{n}u_{j}e^{-i\langle y,x_{j}\rangle }=\left|\sum _{j=1}^{n}{\overline {u_{j}}}e^{i\langle y,x_{j}\rangle }\right|^{2}\geq 0.}
Como las combinaciones lineales no negativas de funciones definidas positivas son nuevamente definidas positivas, la función coseno es definida positiva como una combinación lineal no negativa de las funciones anteriores:
{\displaystyle \cos(x)={\frac {1}{2}}(e^{ix}+e^{-ix})={\frac {1}{2}}(g_{1}+g_{-1}).}
Se puede crear una función definida positiva {\displaystyle f\colon X\to \mathbb {C} } fácilmente a partir de una función definida positiva {\displaystyle f\colon \mathbb {R} \to \mathbb {C} } para cualquier espacio vectorial {\displaystyle X}: elíjase una función lineal {\displaystyle \phi \colon X\to \mathbb {R} } y defínase {\displaystyle f^{*}:=f\circ \phi }.
Entonces
{\displaystyle u^{*}A^{(f^{*})}u=\sum _{j,k=1}^{n}{\overline {u_{k}}}u_{j}f^{*}(x_{k}-x_{j})=\sum _{j,k=1}^{n}{\overline {u_{k}}}u_{j}f(\phi (x_{k})-\phi (x_{j}))=u^{*}{\tilde {A}}^{(f)}u\geq 0,}
donde {\displaystyle {\tilde {A}}^{(f)}={\big (}f(\phi (x_{i})-\phi (x_{j}))=f({\tilde {x}}_{i}-{\tilde {x}}_{j}){\big )}_{i,j}} donde {\displaystyle {\tilde {x}}_{k}:=\phi (x_{k})} son distintos, ya que {\displaystyle \phi } es lineal.

### Teorema de Bochner
La definición positiva surge naturalmente en la teoría de la transformada de Fourier; se puede ver directamente que para que una función sea definida positiva es suficiente que f sea la transformada de Fourier de una función g en la recta real con g(y) ≥ 0.
El resultado inverso es el teorema de Bochner, indicando que cualquier función definida positiva continua en la recta real es la transformada de Fourier de una medida (positiva).

#### Aplicaciones
En estadística, y especialmente en estadística bayesiana, el teorema se suele aplicar a funciones reales. Por lo general, se toman n medidas escalares de algún valor en puntos de {\displaystyle R^{d}} y se requiere que los puntos que están cerca entre sí tengan medidas altamente correlacionadas. En la práctica, se debe tener cuidado de asegurarse de que la matriz de covarianza resultante (una matriz n × n) sea siempre definida positiva. Una estrategia es definir una matriz de correlación A que luego se multiplica por un escalar para dar una matriz de covarianza, que debe ser definida positiva. El teorema de Bochner establece que si la correlación entre dos puntos depende únicamente de la distancia entre ellos (a través de la función f), entonces la función f debe ser definida positiva para garantizar que la matriz de covarianza A es definida positiva (véase krigeaje).
En este contexto, la terminología de Fourier normalmente no se usa y en su lugar se establece que f(x) es la Función característica de una Función de densidad de probabilidad simétrica.

### Generalización
Se pueden definir funciones definidas positivas en cualquier dualidad de Pontriaguin, dado que el teorema de Bochner se extiende a este contexto. Las funciones definidas positivas en grupos aparecen naturalmente en la teoría de representación de grupos en espacios de Hilbert (es decir, la teoría de la representación unitaria).

## Definición alternativa
La siguiente definición entra en conflicto con la anterior.
En sistemas dinámicos, una función real f con valor continuamente diferenciable puede llamarse definida positiva en un entorno D del origen si {\displaystyle f(0)=0} y {\displaystyle f(x)>0} para todo {\displaystyle x\in D} no nulo. En física, el requisito de que {\displaystyle f(0)=0} puede eliminarse (véase, por ejemplo, Corney y Olsen).